# Пазолини, Вальдес
Вальдес Пазолини (итал. Valdes Pasolini; род. 3 июня 1962, Сан-Марино) — сан-маринский футболист, нападающий. Выступал за сборную Сан-Марино.
Автор первого гола сборной Сан-Марино в истории.

## Клубная карьера
Большую часть карьеры провёл в клубах из селения Серравалле — «Ювенес» и «Космос». Выступал в матчах чемпионата Сан-Марино более 20 лет. Становился чемпионом (2000/01), неоднократным обладателем Кубка и Суперкубка Сан-Марино. Полная статистика выступлений спортсмена недоступна[уточнить], но известно, что в чемпионском сезоне 2000/01 нападающий сыграл 8 матчей.
Один сезон (1996/97) провёл в клубе «АС Понте Веруккьо», игравшем в одной из низших лиг Италии.

## Сборная Сан-Марино
В 1986 году нападающий сыграл первый матч за сборную Сан-Марино против олимпийской сборной Канады. В 1987 году нападающий сыграл 3 матча на Средиземноморских играх. В отборочном турнире Евро-1992 Вальдес сыграл 8 матчей. 27 марта 1991 года футболист с пенальти забил единственный гол за сборную в ворота Румынии. Матч закончился поражением Сан-Марино со счётом 1-3. Вальдес Пазолини принимал участие в отборочных турнирах чемпионатов мира 1994 (1 матч) и 1998 (4 матча) годов.

## Достижения
- Чемпион Сан-Марино: 2001
- Кубок Сан-Марино (2): 1995, 1999
- Суперкубок Сан-Марино (3): 1995, 1998, 1999